# 쌍성 펄사
쌍성 펄사(binary pulsar)는 쌍성인 펄사이다. 1974년 러셀 앨런 헐스와 조지프 후턴 테일러 주니어가 쌍성 펄사 PSR B1913+16를 처음 발견하였다.
1993년 헐스와 테일러는 이 업적으로 노벨 물리학상을 공동 수상하였다.